# Gen'ei Ryodan
La Brigada Fantasma (幻影旅団 Gen'ei Ryodan?) también conocidos como "las arañas", es un grupo de mercenarios, ladrones y asesinos del manga y anime Hunter x Hunter.  El grupo consiste en 13 miembros, de los cuales cada uno lleva el tatuaje de una araña de doce patas, y dentro de esta, el número que corresponde a su posición dentro del grupo. Se caracterizan por ser muy fuertes y hábiles, en especial por su particular control sobre el Nen, siendo considerados maestros expertos de este, por lo cual son bastante temidos en todo el mundo conocedor del Nen y el bajo mundo.

## Historia
El Gen'ei Ryodan proviene de la ciudad forajida llamada Ciudad Meteoro o ciudad de las Estrellas Fugaces (流星街 Ryuuseigai?), la cual está fuera de toda jurisdicción, por lo que no hay leyes ni reglas. La mafia y esta ciudad poseían una estrecha relación colaborando los unos con los otros, pero el Gen'ei Ryodan rompió este lazo y arrasó con las principales cabezas de la mafia. La Ciudad de las Estrellas Fugaces se creó como un refugio para los que huían de una guerra donde "un gran dictador separó a las personas por razas", estos refugiados o  marginados sobrevivieron por años de la recolección y reciclaje de basura además de todo tipo de desechos e incluso armas que eran depositados ahí de forma ilegal por diversos países. Las personas que viven allí no existen en ningún registro oficial ni derechos humanos y muy poca gente conoce la existencia de la ciudad en sí, se rumorea que tiene al menos quinientos años. Se dice que la ciudad tiene el origen étnico más diverso y su población se estima en ocho a diez millones de personas, que viven en un área del tamaño de la República de Lapet de aproximadamente 5.985,74 km².
El lema de las personas de la Ciudad de las Estrellas Fugaces es: "aceptaremos todo lo que nos den, pero no tomen nada de nosotros".

## Miembros
Los miembros originales fundadores de la Brigada o "la Araña" son: Chrollo Lucilfer, Feitan, Phinks, Machi, Nobunaga, Shalnark, Pakunoda, Franklin y Uvogin.
Esta es la lista de los 13 integrantes del Gen'ei Ryodan según la fuerza de combate de cada uno (del más fuerte al más débil), si uno de ellos es eliminado se designa otro integrante y si alguien asesina a alguno de los miembros puede tomar su lugar, así la araña se regenera rápidamente.

### Uvogin
Uvogin (ウボォーギン Ubōgin?, también conocido como Ubog); seiyū: Eiji Takemoto
Edad: 29 años.
Número: 11
Tipo de Nen: Intensificación (強化 Kyōka?)
Ocupa el puesto número uno en fuerza física del Gen'ei Ryodan. No tiene afán de dinero o poder. Toma lo que quiere cuando quiere y vive el momento, siempre buscando oponentes con los cuales desarrollar más aún su poder destructivo. No lo mueve una gran inteligencia, sino que su sed de pelea, lo que lo convierte en un asesino brutal e irreflexivo. Muy ansioso de entrar en acción, es el primero en llegar a las reuniones del Gen'ei Ryodan, y no oculta su alegría ante la orden de asesinar. Su habilidad es potente pero no muy rara, por lo cual es uno de los miembros "prescindibles" del Gen'ei Ryodan, y junto con Nobunaga, sirve de escudo para aquellos miembros con habilidades más raras. Le gusta pelear solo, y el resto de sus compañeros confía en su destreza, pues a pesar de no tener una técnica compleja es un genio de la pelea, con un cuerpo desarrollado al máximo y la capacidad de elevar su aura hasta niveles monstruosos. Él concentra su aura en sus puños, y con esto puede dar un destructivo golpe en cual pone toda su fuerza. Su objetivo es tener el poder de un misil nuclear en su puño. Su enorme y poderoso cuerpo resiste balas diseñadas para penetrar vehículos blindados. Fue asesinado por Kurapika cuando incumplió la regla impuesta por este a través de su cadena.
- Técnicas Nen: Big Bang Impact (ビックバンインパクト （超破壊拳） Súper destructor?)[3] tiene el poder de un misil pequeño.

### Phinks Magcub
Phinx (フィンクス Finkusu?); seiyū: Yoshiaki Matsumoto, KENN (anime de 2011)
Edad: 33 años.
Número: 5
Tipo de Nen: Intensificación (強化 Kyōka?)
Es el segundo más fuerte en el Gen'ei Ryodan después de Uvogin, pero se desconoce su número entre los mismos. Tiende a privilegiar el combate directo. Tiene bastante mal carácter, poca paciencia y aún menos consideración hacia la opinión de los demás, tomando en muchas ocasiones una actitud de liderazgo. Un miembro fácil de irritar, y muchas veces algo irreflexivo, aunque siempre tiene como norte la supervivencia de la Araña. Aparece en escena vestido con un traje egipcio, que luego reemplaza por un atuendo sport. No hay más información sobre este asunto en particular.
- Técnicas Nen: Ripper Cyclotron (リッパー・サイクロトロン Rotación celestial?)[7] su habilidad es bastante simple, pero poderosa, consiste en incrementar su fuerza cada vez que hace girar su brazo creando una fuerza demoledora.

### Hisoka Morow
Hisoka Morow (ヒソカ モロウ Hisoka Morou?)
Edad: 28 años.
Número: (Falso 4)
Tipo de Nen: Transformación (変化 Henka?)
Hisoka es un experto cazador y asesino, extremadamente confiado de sus capacidades. Se une temporalmente al Gen'ei Ryodan (幻影旅団 Brigada fantasma?) llevando por ese momento el número 4 con la intención de poder luchar contra el líder del grupo. Ocupaba el puesto número tres en fuerza física. Siente emoción al matar y luchar con personas poderosas, a fin de que crezcan sus habilidades. 
Cabe mencionar que Hisoka a lo largo de la serie parece interpretarse erróneamente de cierta fijación hacia los "niños especiales". El tipo de atracción se representa en una serie de movimientos pélvicos acompañados de exclamaciones vocales incontroladas que van desde el nombre de la persona por la que siente atracción, hasta onomatopeyas de carácter sexual, sin embargo Hisoka no es un pedófilo propiamente dicho, en realidad su "placer sexual" se encuentra en los enfrentamientos peligrosos o las emociones que estos le provocan al luchar contra oponentes fuertes, indiscriminadamente de su género o edad y consecuentemente asesinarles en dicha pelea, esto se puede apreciar de forma complementaria cuando están teniendo una conversación en la guarida junto a las demás arañas, para decidir las futuras acciones del grupo en la serie de 1999, episodio 63, en ese instante se hace alusión a estar excitado sexualmente por la sola idea de asesinar a Chrollo, en el episodio 70 de esa misma versión, al bajar del dirigible y revelar que no es un miembro oficial, vuelve a realizar esos movimientos pélvicos por la emoción y excitación de enfrentarse a Chrollo. 
Siente una gran atracción por Machi y su habilidad Nen llegando incluso a proponerle pasar la noche con él, en el tomo 55 del manga, también se puede apreciar su atracción por ella (o la idea de enfrentarse a muerte con esta) en otras múltiples ocasiones durante la serie del 99. Es realmente inteligente y caprichoso, posee un don especial para el combate convirtiéndole en un oponente excesivamente peligroso.
Técnicas Nen:
- Textura Engañosa  (ドッキリテクスチャ"薄っぺらな嘘?)[9]  Puede emanar aura de cualquier superficie y adoptar diferentes formas como papel o tela y cambiar su apariencia.

- Goma Bungee (バンジーガム"伸縮自在の愛?),[9] También conocido por «Pegamento de Pensamiento / caucho bungee (según la traducción)», puede alterar el aura en una sustancia pegajosa increíblemente similar la goma de mascar o al caucho, aunque mucho más fuerte con la capacidad de detener incluso disparos, cuenta con propiedades para estirarse o encogerse según su voluntad.

Prueba del cazador
Es además reconocido como uno de los personajes más fuertes de Hunter X Hunter. Aparece por primera vez durante el examen de cazador donde destaca fácilmente por sus increíbles habilidades, gracias a las cuales marca una diferencia de nivel con el resto de participantes, e incluso causa nervios a algunos examinadores, que son cazadores profesionales.
Este fue el segundo intento de Hisoka de convertirse en cazador, ya que la primera vez fue expulsado por casi matar a un examinador, según se da a interpretar en la versión doblada en latino de la serie de 1999 el hacia esto intencionalmente para buscar rivales a quienes asesinar y no para pasar el examen del cazador.
No tuvo problemas en completar la prueba de la maratón. Al finalizarla, ataca al examinador y a un impostor para determinar la verdadera identidad del evaluador, matando al segundo con una de sus carta. En el anime original posee un acento francés y una personalidad fría y cautivante. Además está obsesionado con pelear contra personas muy fuertes. En esta misma prueba juega el rol de examinador matando a los que no considera dignos de convertirse en cazadores.
Logra pasar fácilmente la segunda prueba, y en la tercera prueba logra ser el primero en cruzar la prisión de máxima seguridad. Durante su travesía mata fácilmente al examinador que dejó medio muerto el año pasado, ya que este venía a vengarse de él. Consigue ser el primero en llegar, seguido por Illumi.
Hisoka no tuvo participación alguna en la Saga de las Hormigas. Se le ve en la asociación de cazadores dónde busca a Ging Freecs, probablemente para pelear con él. Sin embargo, no lo encuentra y se plantea pelear contra el zodiaco. Sin embargo, antes de que se decida, llega Illumi y le informa de la muerte del presidente Netero a manos de Meruem, que Gon está agonizando a punto de morir debido a su participación en la batalla, y que de no hacer algo Killua también morirá. Luego se les ve a ambos en un dirigible probablemente de camino hacia la mansión Zoldyck.
Posteriormente se muestra a Hisoka junto a Chrollo, decididos a enfrentarse un combate a muerte en la Torre Celestial o el Coliseo del Cielo según sea la traducción.

### Franklin
Franklin (フランクリン Furankurin?); seiyū: Yoshinobu Kaneko y Kenji Nomura (OVAs 3 y 4)
Edad:33 años.
Número: 7
Tipo de Nen: Emisión (放出 Hōshutsu?)
Ocupa el puesto número cuatro en fuerzas físicas de los Gen'ei Ryodan, es quien tiene más interiorizados los conceptos que rigen al grupo. Una persona reflexiva y difícil de apresurar, su opinión es una de las más respetadas debido a su experiencia y buen juicio -lo que no se contradice con su sed de asesinato-. No se deja intimidar fácilmente, y aunque habitualmente es un individuo bastante serio, goza participando en las actividades del Gen'ei Ryodan, siendo su especialidad la eliminación masiva de enemigos gracias a su "Double Machine Gun". Tiene mayor cercanía con los miembros antiguos del grupo, a quienes llega a conocer muy bien manifestando un fino conocimiento del espíritu humano.
- Técnicas Nen: Double Machine Gun (ダブルマシンガン（俺の両手は機関銃） Armas autónomas?)[12] consiste en que los dedos de sus manos se abren como metralletas que disparan balas de Nen. Incluso podría disparar sin necesidad de la abertura en sus dedos pero así aumenta el poder por la condición impuesta, por eso cortó sus dedos de verdad. Sus balas de Nen puede alcanzar un alto nivel.

### Chrollo Lucilfer
Chrollo Lucilfer (クロロ·ルシルフル Kuroro Rushirufuru?); seiyū: Mamoru Miyano
Edad: 26 años.
Número: 0
Tipo de Nen: Especialización (特質 Tokushitsu?)
Es el Líder del Gen'ei Ryodan. Ocupa el puesto número siete en fuerzas físicas. Su habilidad en el manejo de Nen es reconocida y temida por sujetos poderosos, como Hysoka y los Zoldyck. No es una persona fácil de atacar, debido a su constante estado de alerta, y a que siempre se acompaña de al menos dos miembros del grupo (parece ser que Pakunoda y Kurotopi son los más cercanos). A pesar de su personalidad sombría y a no tener un constante ni efusivo contacto personal con los otros miembros de la Araña, consigue una lealtad férrea por parte de éstos, y sus órdenes son acatadas sin cuestionamiento. Es un personaje misterioso, solo aparece durante las misiones a gran escala del Ryodan, y una vez acabadas éstas desaparece sin dejar el menor rastro. Le apasiona el arte, le gusta disfrutar estéticamente de los objetos que obtiene antes que lucrar directamente con ellos. 
Es una persona de pocas palabras, prefiere escuchar razonamientos antes de tomar decisiones, lo que hace manifestando gran capacidad de análisis. Es el alma de la Araña, y aunque en un principio su supervivencia no es fundamental para la existencia del grupo, no se ha dado cuenta de que ha llegado a formar lazos más fuertes con algunos que aquellos que lo han seguido todos estos años. Sin embargo, su preocupación primordial sigue siendo el bien de la Araña, y no el de sus miembros. Fue elegido por los demás para ser el líder, y a pesar de que no quería serlo decidió ir con la decisión del grupo y dar su mejor esfuerzo. Para ser líder puso dos condiciones: que sus órdenes siempre fueran obedecidas y que su vida nunca fuera priorizada por encima de la de los demás. Tiene la capacidad de robar técnicas de otros y usarlas, de forma que la víctima ya no la podrá usar más. Las mantiene guardadas en un libro materializado ("Principios Secretos del Robo") y las puede utilizar cuando quiera. 
Su tipo de nen es especialización, lo cual es aclarado en el Databook escrito por el autor del manga, aunque se tiende a pensar de manera erronéa que su tipo de nen es Materialización, debido a un error en la traducción del primer anime, en el capítulo 62, durante la escena de pelea contra Zeno y Silva Zoldyeck. Para robar una habilidad el debe cumplir con las siguientes reglas:
- Ver la técnica con sus propios ojos
- Preguntar acerca del Nen de la víctima y obtener respuesta
- Poner la tapa del libro en contacto con la palma de la mano de la víctima
- Hacer los 3 pasos en menos de 1 hora

Cuando usa una habilidad robada, debe materializar el libro, mantenerlo en su mano derecha y abrirlo en la página donde está la técnica que quiere usar.
Si aquel a quien robó la técnica muere, la página del libro queda en blanco y la técnica ya no podrá ser usada.

### Machi Komachine
Machi (マチ Machi?); seiyū: Noriko Namiki y Rena hols
Edad: 24 años.
Número: 3
Tipo de Nen: Transformación (変化 Henka?)
Ocupa el puesto número seis en destresas físicas de los Gen'ei Ryodan. Tiene una personalidad bastante dominante, no es fácil de intimidar y es alguien a quien hay que tomar en serio a riesgo de ser asesinado en forma rápida y silenciosa. Actúa siguiendo metas muy claras, y no le gusta detenerse por pequeñeces, no dejando que nada la perturbe en el camino. Guarda sentimientos muy fuertes de lealtad hacia Kuroro (probablemente incluso más que hacia la Araña), y este es uno de los factores que le hacen mantener una actitud fría hacia Hisoka, a quien parece conocer desde hace un tiempo (ella es una de las únicas personas que conocen su "Textura Engañosa"). Tiene un sexto sentido muy desarrollado, que es considerado como una fuente de información objetiva por Kuroro.
- Técnicas Nen: Nen Shi (念糸 Hilos de Nen?)[13] su aura se expande en forma de finísimos hilos, casi imperceptibles a la vista, con los que puede amarrar a múltiples enemigos y cortarlos como si fueran mantequilla. Esta técnica tiene múltiples usos, otros importantes son el de inmovilizar al oponente y reparar órganos dañados. Esto último lo hace "cosiendo" los tejidos con una cantidad impresionante de hilos, reconectando así las redes vasculares, nerviosas, etc, en apenas segundos.

### Feitan
Feitang (フェイタン Feitan?); seiyū: Kappei Yamaguchi
Edad: 28 años.
Número: 2
Tipo de Nen: Transformación (変化 Henka?)
Ocupa el puesto número cinco en fuerzas físicas de los Gen'ei Ryodan. El torturador oficial del grupo, no muestra ninguna clase de compasión. Se caracteriza por llevar una bufanda en el cuello, la que cubre la mitad de su cara. Una de sus habilidades es la de obtener información de los muertos. Tiene distintas habilidades dependiendo de la situación. Posee una sombrilla que es en realidad una espada y puede transformarla. Cuando no tiene intenciones de disfrutar la lenta agonía de sus víctimas, puede convertirse en un asesino rápido y efectivo. Participa muy activamente en la mayoría de las actividades de la Araña, aunque no se muestra contento cuando otros miembros del Ryodan intentan influenciar sus acciones.
- Técnicas Nen: Unforgiven (パインパッカー"許されざる者 Dolor agudo?) transforma una sombrilla en una armadura para protegerse de su técnica denominada en su primera fase, que consiste en liberar un orbe creado con su Nen que en su segunda fase, "Rising Sun" (ライジングサン 「太陽に灼かれて」 Sol Naciente?), irradía calor proporcional al daño recibido por Feitan en la pelea. Aquella técnica es temida por los otros miembros del Gen'ei Ryodan, por lo que nunca la han podido presenciar.

### Bonolenov Ndongo
Bonolenov (ボノレノフ Bonorenofu?, también conocido como Bonorenof); seiyū: Chō (2011)
Edad: 30 años.
Número: 10
Tipo de Nen: Materialización (具現化 Gugenka?)
Ocupa el puesto número ocho en fuerzas físicas de los Gen'ei Ryodan. Descendiente de la tribu Gyudondondo, una pequeña tribu que fue erradicada por el desarrollo. En esa tribu los niños a la edad de tres años junto con la circunsición, les insertan agujas en varias partes del cuerpo, las cuales con el paso del tiempo son reemplazadas por palos cada vez más gruesos y luego los hoyos eran estabilizados con bambú, madera o piedra. Son conocidos como los guerreros danzantes, ya que con el movimiento del viento a través de los hoyos crean sonido que convierten en poder de batalla. Normalmente esta completamente vendado para evitar que conozcan su técnica secreta y a la hora de pelear utiliza un traje similar al de un boxeador. No participa en las conversaciones del Gen'ei Ryodan, y durante la subasta la única función que desempeñó fue la de guardar el escondrijo del grupo.
- Técnicas Nen: Battle Cantabile (バト·レ・カンタービレ 「戦闘演武曲」 Himno de guerra?)[16] con el sonido creado por sus movimientos crea una esfera gigante que parece el planeta Júpiter y aplasta a su oponente.

### Nobunaga Hazama
Nobunaga Hazama (ノブナガ·ハザマ Nobunaga Hazama?); seiyū: Takashi Matsuyama
Edad: 30 años.
Número: 1
Tipo de Nen: Intensificación (強化 Kyōka?)
Ocupa el puesto número nueve en fuerzas físicas de los Gen'ei Ryodan. Un guerrero que emplea una espada japonesa, es uno de los primeros miembros del Ryodan, y mejor amigo de Ubog, con quien solía hacer pareja en la pelea. Su mayor característica es la terquedad, siendo uno de los pocos miembros que antepone manifiestamente sus objetivos personales a los del Gen'ei Ryodan. Su conducta es más bien visceral, se deja llevar más por instintos que por razonamientos, y debido a ello tiene dificultad para controlar sus emociones. A pesar de su indudable fuerza al ser miembro del Gen'ei Ryodan, Killúa lo cataloga como alguien "débil". Incluso Gon, llevado por su ira, es capaz de ganarle en una pelea de pulsos, o de fuerzas con el brazo.
- Técnicas Nen: En, combina su manejo de la espada con esta técnica de expansión de aura, que es capaz de desarrollar con un radio máximo de cuatro metros.

Este personaje parece hacer referencia a Oda Nobunaga, quien fue un destacado daimyō (señor feudal) del período Sengoku al período Azuchi-Momoyama de la historia de Japón, que al igual que el personaje portaba una espada japonesa.

### Shalnark
Shalnark (シャルナーク Sharunāku?); seiyū: Yasuhiro Takato
Edad: 24 años.
Número: 6
Tipo de Nen: Control (操作 Sōsa?)
Ocupa el puesto número diez en fuerzas físicas de los Gen'ei Ryodan. Shalnark es un miembro joven del grupo, pero bastante valorado debido a su gran inteligencia, poder deductivo, y capacidad para obtener información. Consiguió una licencia de Cazador para tener acceso a sitios exclusivos, y parece ser el encargado de navegar en Internet. Casi nunca pierde su aire alegre e inocente, pero en realidad es un asesino que considera a sus víctimas simples juguetes que puede controlar mientras sean útiles a sus propósitos. Shalnark es asesinado junto con Kortopi por Hisoka después de que él decide acabar con toda la Gen'ei Ryodan después de su derrota por Chrollo en la Arena del cielo.
- Técnicas Nen: Black Voice (ブラック ボイス （携帯する他人の運命） El celular que controla los destinos?),[21] le permite manipular a otros. Para hacerlo inserta una pequeña antena en el cuerpo que quiera manipular y así lo controla por medio del celular.

- Técnicas Nen: Shi Dousou Sa (自動操作 Piloto automático?)[22] Shalnark inserta la antena en su propio cuerpo y pone el celular en automático, aumentando así su poder y su aura. Una desventaja de esta técnica es que después de usarla no recuerda nada de lo que hizo y según él "no disfruta de la pelea". La otra desventaja es que queda exhausto por hacer un esfuerzo mayor del que su cuerpo puede soportar y debe reposar por 2 semanas para recuperarse del cansancio.[23]

### Pakunoda
Pakunoda (パクノダ Pakunoda?); seiyū: Yoshiko Iseki
Edad: 28 años.
Número: 9
Tipo de Nen: Especialización (特質 Tokushitsu?)
Ocupa el puesto número once en fuerzas físicas de los Gen'ei Ryodan. Posee una de las habilidades más raras del Gen'ei Ryodan, por lo que es uno de los miembros que es mantenido fuera de la línea de fuego, ya que no tiene mucha fuerza de combate. Sin embargo, es capaz de leer las memorias mejor guardadas de una persona simplemente con tocarla y efectuar una pregunta que "revuelva" su subconsciente, lo que la convierte en la fuente de información más confiable del grupo, y la encargada de las interrogaciones. Parece ser que casi todos los miembros guardan en secreto algunos de sus poderes, lo que les permite tener un as bajo la manga y protegerse de potenciales enemigos. Está muy ligada emocionalmente a Kuroro, y al final antepone el bien de este al del Gen'ei Ryodan. Murió tras no cumplir con la regla impuesta por Kurapica por medio de su cadena.
- Técnicas Nen: Memory Bullet (メモリーボム （記憶弾） Memoria explosiva?)[25] Esta técnica le permite literalmente disparar las memorias suyas a otros (un máximo de 6 balas a la vez, el número de integrantes originales del Gen'ei Ryodan) y no era conocida por la mayoría de los miembros del Gen'ei Ryodan.

### Shizuku
Shizuku (シズク Shizuku?); seiyū: Atsuko Bungo
Edad: 19 años.
Número: 8
Tipo de Nen: Materialización (具現化 Gugenka?)
Ocupa el puesto número doce en fuerzas físicas de los Gen'ei Ryodan. Shizuku resulta escalofriante por su indiferencia ante la muerte (de amigos y enemigos por igual). Siempre parece distraída, no muestra mayor interés por nada y asesina sin el menor sentimiento de culpa o placer. Tiene la increíble cualidad de olvidar acontecimientos ocurridos incluso muy recientemente, de forma tan radical que es como si nunca hubieran sucedido, y nadie puede convencerla de lo contrario. Es muy probable que esta característica esté ligada a una restricción por su poder Nen, que es muy potente.
- Técnicas Nen: Deme-chan, una aspiradora muy extraña que puede aspirar enormes volúmenes de objetos a la orden de Shizuku,[26] quien le puede pedir que haga desaparecer limpiamente de su vista cualquier cosa inanimada. Hay tres detalles más que considerar respecto a esta técnica, Deme-chan no puede absorber objetos materializados con Nen, solo aspira aquello que está incluido en la orden de Shizuku y no puede aspirar objetos vivos. Es un elemento valioso del Gen'ei Ryodan debido a la naturaleza de esta técnica, con la que desarrolla funciones de limpieza y transporte de objetos.

### Kortopi
Kortopi (コルトピ Korutopi?, también conocido como Coltopi); seiyū: Umi Tenjin
Edad: 26 años.
Número: 12.
Tipo de Nen: Materialización (具現化 Gugenka?)
Es el miembro más débil en destrezas físicas de los Gen'ei Ryodan. Kurotopi es capaz de percibir la distancia y estado de movimiento de las copias creadas con enorme precisión. Aunque quizás no sea un gran peleador (como muchos de los miembros del Gen'ei Ryodan), la gran potencia de su técnica y su enorme cantidad de aplicaciones lo convierten en un miembro valioso. No tiene mucha influencia en las decisiones del Gen'ei Ryodan, en general ofrece sus servicios al grupo sin cuestionar la situación, si la orden procede de Kuroro -aunque no duda en expresar su opinión en asuntos de importancia-, y parece ser uno de los miembros que mantiene más contacto con el Líder. Para finalizar, se menciona a este personaje como hombre debido a la referencia del manga, aunque cabe la posibilidad de que se trate de un error de traducción. Kortopi es el primero de los miembros en ser asesinados por Hisoka después de que jura acabar con todo el grupo después de su derrota frente a Chrollo.
- Técnicas Nen: Gallery Fake (ギャラリーフェイク 「神の左手悪魔の右手」 Galería falsa?)[28] consiste en la copia de objetos, que van desde obras de arte hasta edificios. Solo le basta tocar un objeto con la mano izquierda, y crea una copia con la mano derecha. Esta técnica permite la reproducción de cualquier objeto inanimado, lo que constituye un apoyo de primer nivel para las actividades del Gen'ei Ryodan.

### Kalluto Zoldyck
Edad: 10 años.
Número: 4
Tipo de Nen: Manipulación.
Hermano menor de Killua, y actual miembro número 4 del Gen'ei Ryodan, en reemplazo de Hisoka. Puede controlar con su abanico de papel muchos pequeños papeles que cortan a su oponente, pero el cree que se demora mucho destrozando a sus enemigos. Por esta razón cree que debe mejorar mucho para llegar a ser tan fuerte como los del Gen'ei Ryodan (capítulo 97).